# Bythiospeum diaphanum
Bythiospeum diaphanum е вид коремоного от семейство Hydrobiidae. Видът е почти застрашен от изчезване.

## Разпространение
Разпространен е във Франция.